# Arthur W. Burks

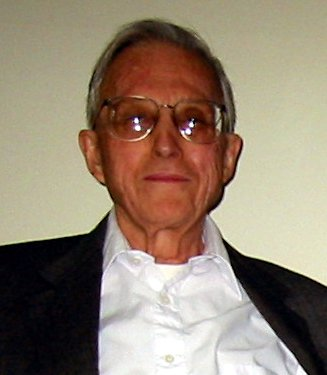
Arthur Walter Burks

Arthur Walter Burks (* 13. Oktober 1915 in Duluth, Minnesota; † 14. Mai 2008 in Ann Arbor, Michigan) war ein US-amerikanischer Mathematiker und Informatiker. Er war in den 1940er Jahren an der Entwicklung des Electronic Numerical Integrator and Calculator (ENIAC), des ersten rein elektronischen digitalen Universalrechners, beteiligt.

## Leben
Arthur W. Burks war ein Bruder des Historikers Richard Voyles Burks (1913–1997). Er erwarb 1936 seine Bachelor-Abschlüsse in Mathematik und Physik an der Universität von Greencastle sowie den Master- (1937) und Doktortitel (1941) in Philosophie an der University of Michigan. Nach dem Ende seines Studiums in Michigan zog Burks nach Philadelphia und schrieb sich an der Moore School of Electrical Engineering ein. Zusammen mit seinem Mitstudenten John Presper Eckert entwarf er ein Konzept für einen elektronischen digitalen Universalrechner, den ENIAC, der ab Juni 1943 von der U. S. Army finanziert wurde. Zu Burks Beitrag gehörte der Entwurf der Multipliziereinheit. Im selben Jahr heiratete er Alice Rowe, die an der Moore School beschäftigt war.
1946 wurde Burks von John von Neumann an das Institute for Advanced Study nach Princeton berufen. Später kehrte er nach Ann Arbor zurück, wo er an der University of Michigan zum Philosophieprofessor ernannt wurde und Mitgründer des Fachbereichs Computertechnik war. Burks war zudem zwischen 1954 und 1955 Vorsitzender der Charles-S.-Peirce-Gesellschaft.
In den 1960er Jahren erwarb er vier Baugruppen des originalen ENIAC, die in einem Lagerraum herumgestanden und bereits Rost angesetzt hatten. Er restaurierte sie und spendete sie der University of Michigan, wo sie auch heute noch am Eingang des Gebäudes des Fachbereichs Computertechnik ausgestellt sind.
Bis in die 1980er Jahre schrieb Burks zusammen mit seiner Frau verschiedene Artikel über den ENIAC sowie ein Buch über den Atanasoff-Berry-Computer. 1990 schenkte er einen Teil seiner Unterlagen dem Universitätsarchiv.
Burks verstarb im Mai 2008 in einem Pflegeheim an den Folgen seiner Alzheimer-Erkrankung.